# آیفون ۵اس
آیفون ۵اس (به انگلیسی: iPhone 5S) تلفن هوشمند صفحه لمسی است که توسط شرکت اپل توسعه یافته‌است. این تلفن هوشمند، هفتمین نسل از آیفون است که پس از آیفون ۵ معرفی شده و به آی‌اواس ۷ مجهز است و تا ورژن ١٢.٥ به روز رسانی میشود.آیفون ۵اس در دهم سپتامبر ۲۰۱۳ به همراه آیفون ۵سی در کوپرتینو معرفی شد. این تلفن به پردازنده ۶۴ بیتی ای۷، سنسور اثر انگشت و دوربین ۸ مگاپیکسلی با قابلیت فیلمبرداری اسلوموشن با نرخ ۱۲۰ فریم بر ثانیه با کیفیت ۷۲۰پی مجهز است. همچنین این آیفون در سه رنگ نقره‌ای، نوک مدادی فضایی و طلایی عرضه شده است.این گوشی به دلیل خوش دست بودن یکی از محبوب ترین و بهترین آیفون تاریخ کمپانی اپل تا به امروز است و این گوشی به دلیل طراحی‌اش بسیار مقاوم و محبوب است. این گوشی  بعد از مدل ۱۲ و ۱۳ و ۱۱  و ۶ محبوب ترین گوشی در ایران است و قیمتی بالغ بر ۱۴ میلیون و ۱۵ میلیون تومان دارد

## ویژگی‌های آیفون ۵اس
- سنسور اثر انگشت
- سیستم‌عامل آی‌اواس 12
- پردازنده اصلی ای۷
- پردازنده مخصوص سنسورها ام۷
- دوربین ۸ مگاپیکسلی جدید
- فلش دوگانه «ترو تون» برای ثبت تصاویر طبیعی‌تر
- پالت رنگی جدید
- پشتیبانی بالغ بر ۱۳ شبکه LTE
- آی‌ورک، آی‌فوتو و آی‌مووی رایگان
- دوربین جلوی فیس‌تایم اچ‌دی

### پردازنده‌ای۷
برای اولین بار در دنیای تلفن‌هوشمند از پردازنده ۶۴ بیتی استفاده شده‌است. به گفته اپل CPU و GPU این پردازنده نسبت به A۶ دوبرابر پر سرعت‌تر شده‌است و با آی‌اواس ۷ کاملاً هماهنگ است و از OpenGL ES 3.0 پشتیبانی می‌کند.

### پردازنده‌ام۷
آیفون ۵اس به پردازنده اخصاصی M7 مجهز شده‌است. این پردازنده کم‌مصرف که در کنار A7 قرار گرفته‌است، مسئولیت کلیه محاسبات حرکتی را بر عهده‌دارد و ورودی‌های حرکتی از قبیل شتاب‌سنج، جایرو و قطب‌نما را با دقت بیشتری حس می‌کند.

### سنسور اثر انگشت
آیفون ۵اس به سنسور اثر انگشت با دقت ۵۰۰ نقطه در هر اینچ مجهز شده‌است. این سنسور که با دکمه هوم (خانه) یک‌پارچه شده‌است، به وسیله یک لایه یاقوت کبود محافظت می‌شود. این سنسور درون یک حلقه فلزی ضدزنگ که وظیفه آشکارساز انگشت را بر عهده دارد و وجود انگشت کاربر را تشخیص می‌دهد، قرار گرفته‌است. پس از قرار گرفتن انگشت، فوراً تصویری از انگشت کاربر اسکن می‌شود و در صورت مطابقت داشتن تصویر اسکن شده با تصویر موجود در حافظه که قبلاً ثبت شده‌است، قفل باز می‌شود و دیگر نیازی به واردکردن رمزعبور نیست.

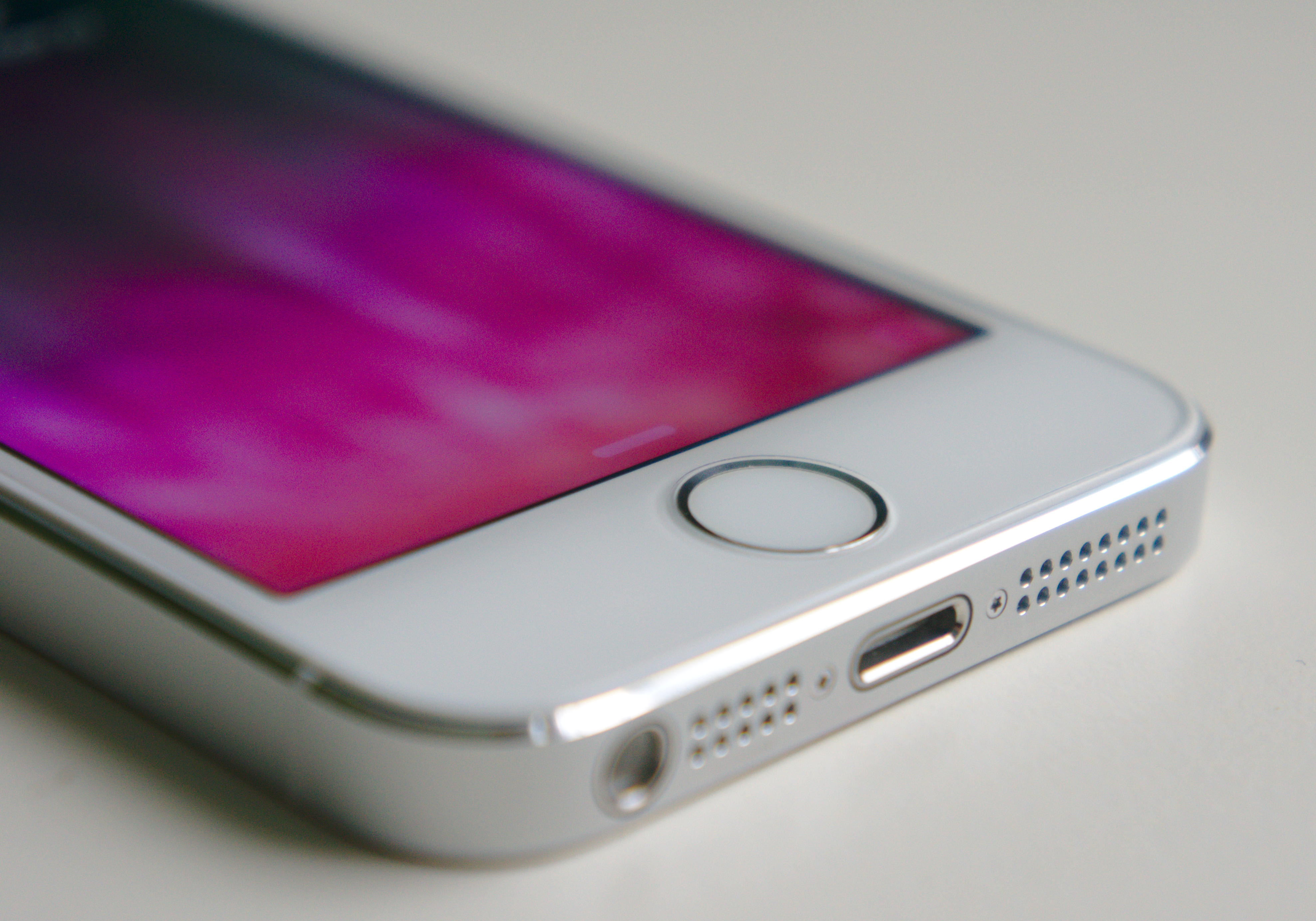
آیفون فایو اس مجهز به سنسور اثر انگشت

با استفاده از این سنسور می‌توان به راحتی امور خرید از جمله خرید از اپ استور و آی‌تیونزاستور را انجام داد. همچنین می‌توان چند اثرانگشت را به عنوان ورودی تعریف کرد و از در اختیار دیگران قرار رمز عبور جلوگیری کرد. برای قراردادن انگشت بر روی سنسور به جهت خاصی نیاز نیست و از هر جهت می‌توان انگشت را بر روی سنسور قرارداد. به گفته اپل اطلاعات سنسور تنها بر روی چیپ A7 ذخیره می‌شود و به سرورهای اپل ارسال نمی‌شود.
لازم است ذکر شود که سنسور اثر انگشت در این گوشی ضعیف عمل می‌کند و برای بازکردن قفل گوشی حتی تا سه بار باید انگشتتان را روی سنسور امتحان کنید.
در مدل‌های بعدی آیفون این قابلیت با دقت خیلی بالاتری عمل می‌کند و همچنین سرعت بیشتری هم دارد.

### دوربین ۸ مگاپیکسلی جدید
دوربین ۸ مگاپیکسلی جدید آیفون ۵اس مجهز به سنسور ۱۵ درصد بزرگتر نسبت به آیفون ۵ و گشادگی f/2.2 است و قابلیت اسلوموشن با نرخ تصویربرداری ۱۲۰ فریم در ثانیه با کیفیت ۷۲۰p را نیز دارا می‌باشد.

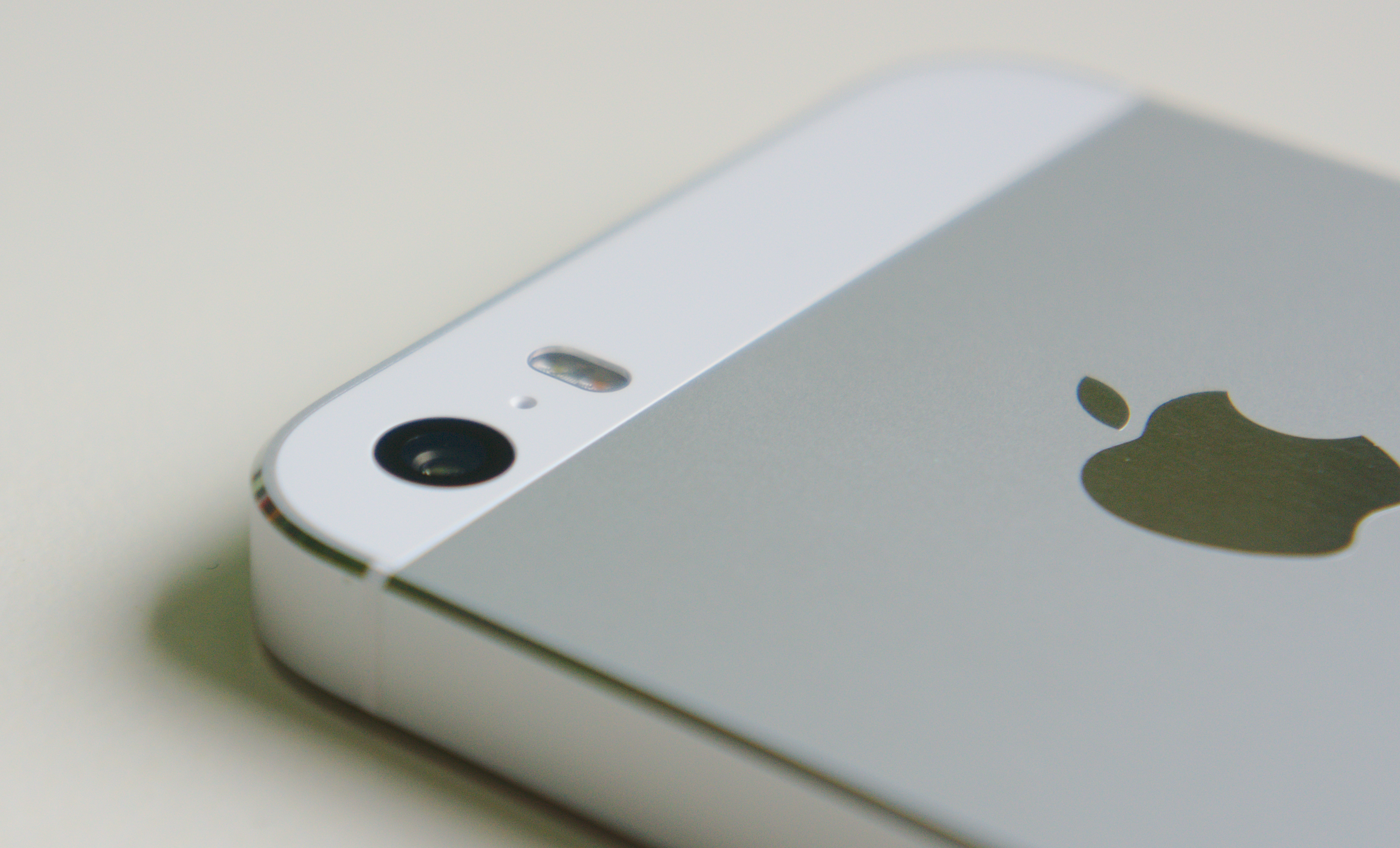
دوربین آیفون فایو اس

### فلش ترو تون
فلش ترو تن (به انگلیسی: True Tone) یا رنگ واقعی به کاربر کمک می‌کند تا بتواند نورپردازی در محیط‌های تاریک را رنگ‌بندی بهتری انجام دهد به این صورت که وقتی فرد با فلش‌های معمول عکاسی می‌کنید، گرمای رنگ‌ها بسته به نور فلش تغییر می‌کند و از حالت واقعی دور می‌شود. اما فلش ترو تون این مشکل را حل کرده و با دو عدد ال‌ئی‌دی که نور یکی سفید (سرد) و دیگری کهربایی (گرم) است، قادر به بازسازی ۱۰۰۰ نوع نور با گرمای مختلف است. به گفته اپل، این اولین بار در کل دستگاه‌های عکاسی است که چنین فلشی را می‌بینیم.

### پالت رنگی آیفون ۵اس
آیفون ۵اس که همچنان از جنس آلومینیوم است دارای رنگ‌بندی جدیدی است و اپل رنگ‌بندی سنتی قبلی را رها کرده‌است. آیفون ۵اس در سه رنگ نقره‌ای، خاکستری و طلایی عرضه خواهدشد. البته حاشیه بالا و پایین تلفن که از جنس شیشه است همچنان سفید و مشکی است.

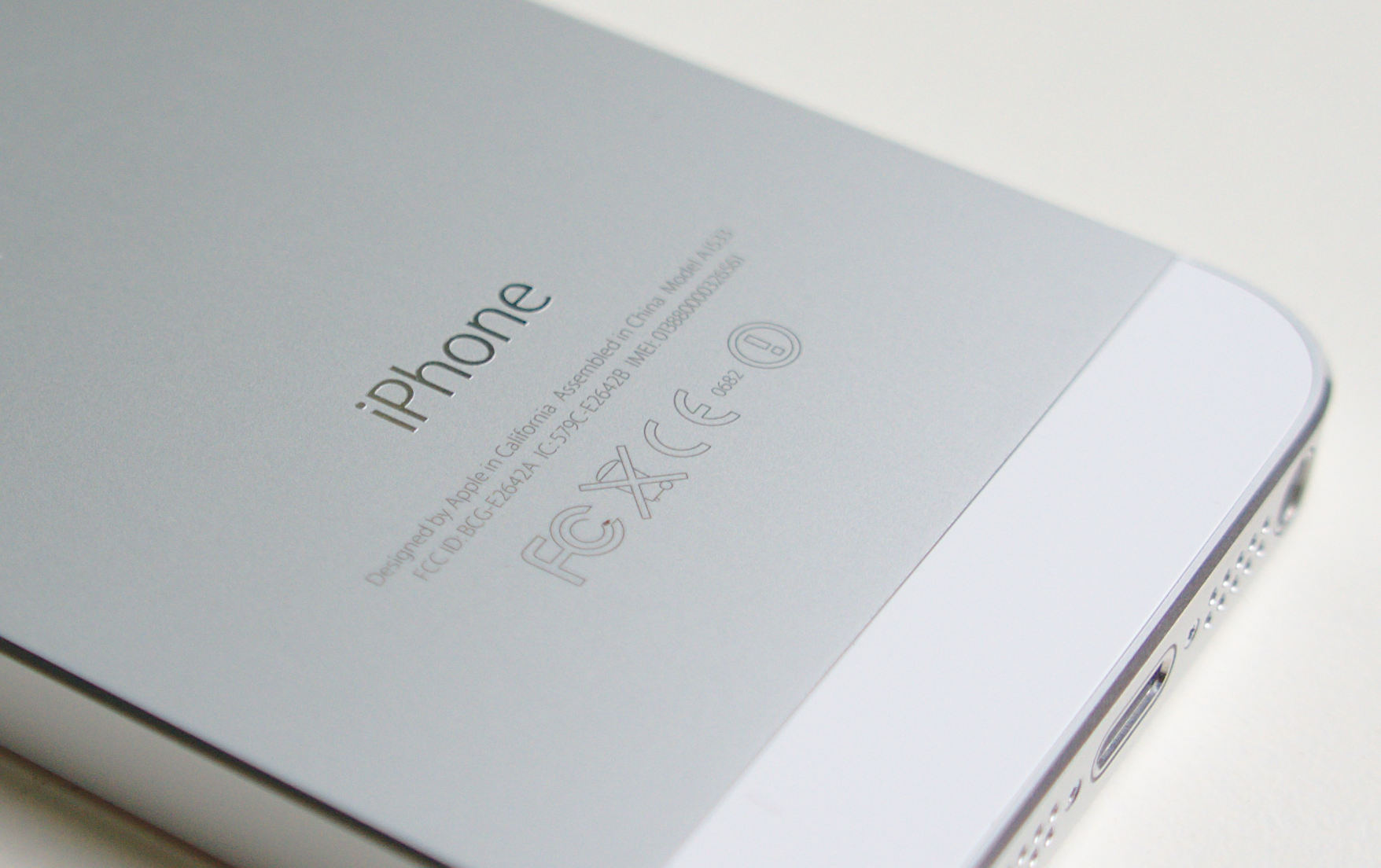
آیفون فایو اس نقره ای

## قیمت‌گذاری
آیفون ۵اس همانند آیفون ۵ با قرارداد دوساله به قیمت‌های ۱۹۹، ۲۹۹ و ۳۹۹ دلار در مدل‌های ۱۶، ۳۲ و ۶۴ گیگابایتی از تاریخ ۲۰ سپتامبر ۲۰۱۳ به فروش می‌رسد و تا دسامبر در دسترس ۱۰۰ کشور و ۲۷۰ اپراتور قرار خواهدگرفت. آیفون یکی از گرانقیمت ترین گوشی ها است.